# Félicien Rops

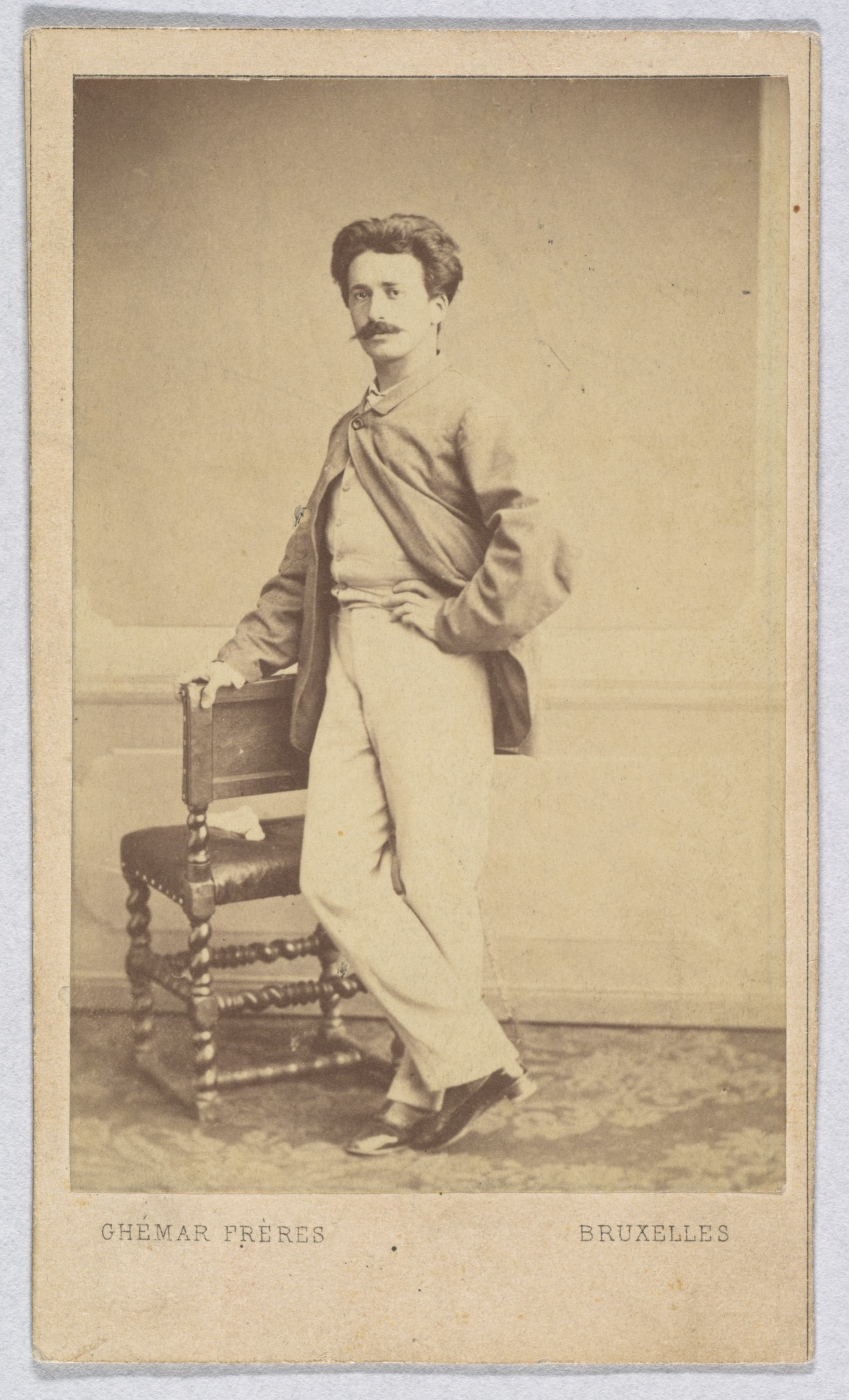
Félicien Rops, um 1870 fotografiert von Ghémar Frères

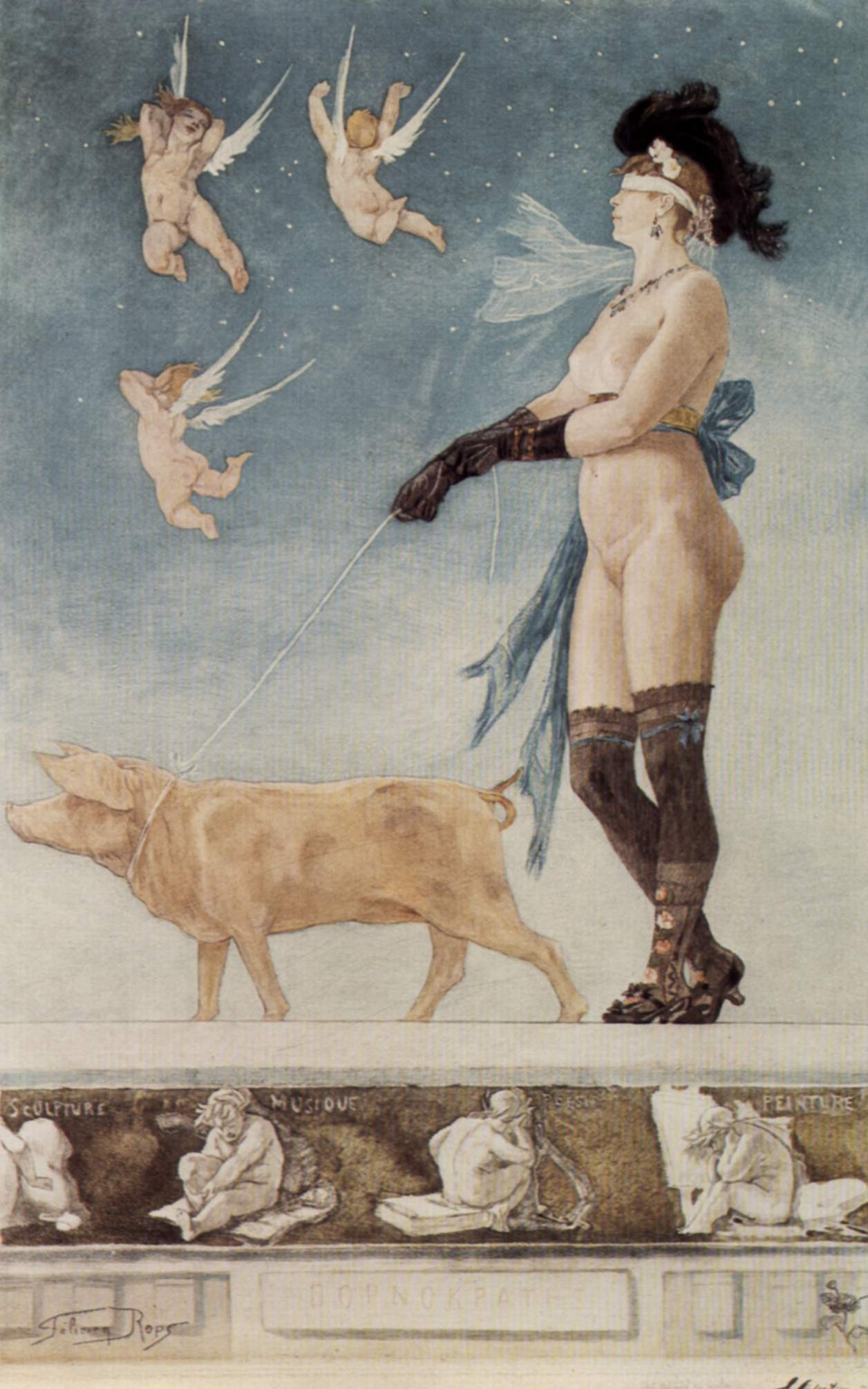
Pornokratès (1896)

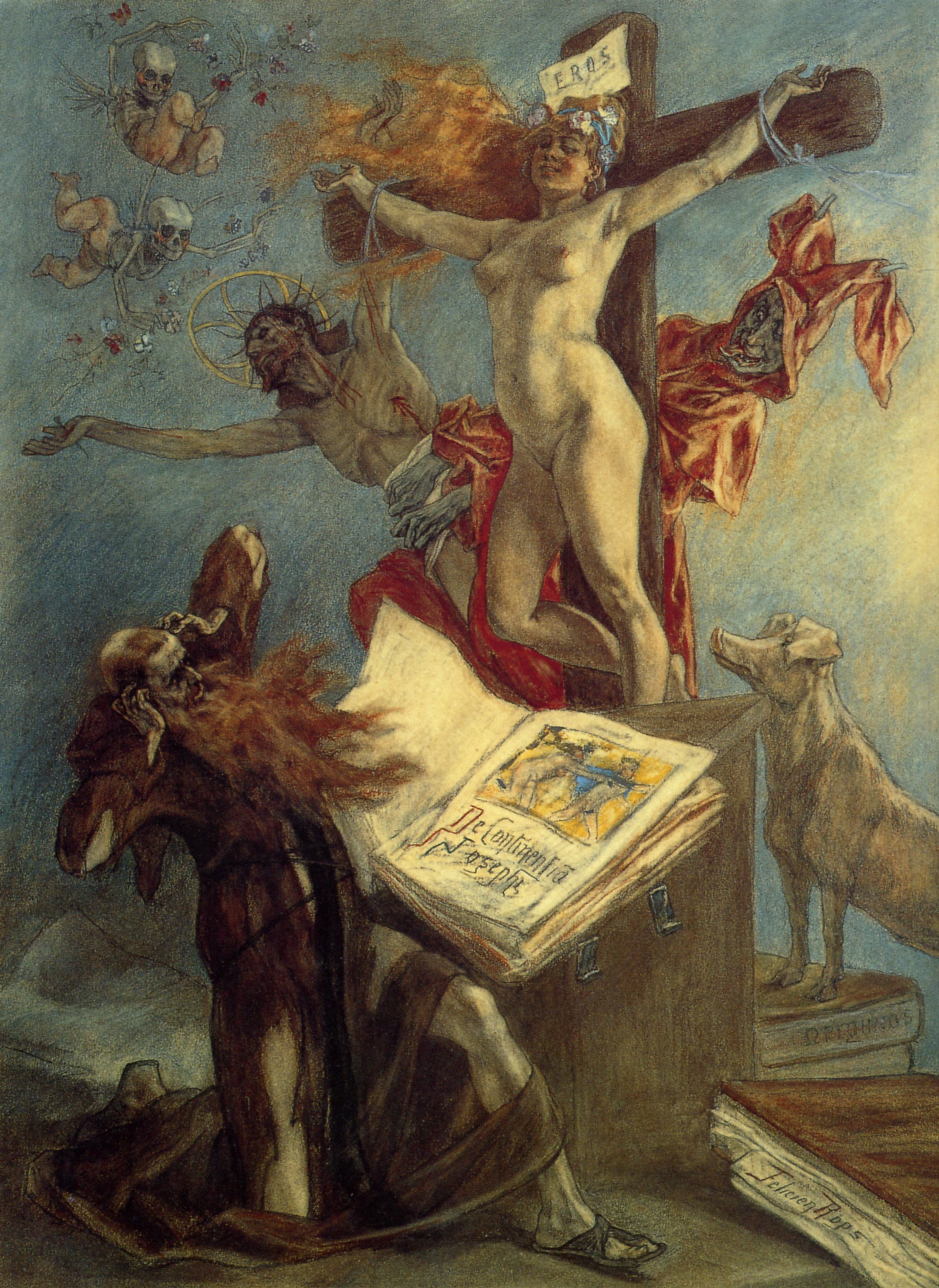
Die Versuchung des Hl. Antonius (1878)

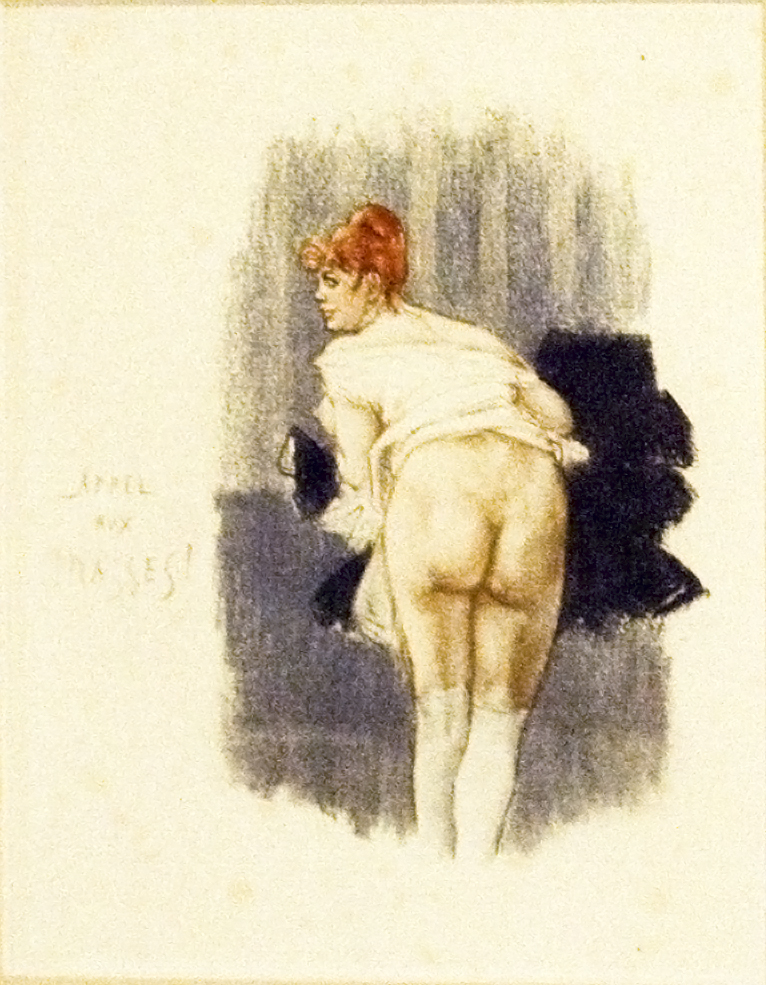
Appell an die Massen! (1878)

Félicien Joseph Victor Rops (* 7. Juli 1833 in Namur; † 23. August 1898 in Essonnes, heute Corbeil-Essonnes) war ein belgischer Künstler, Grafiker und Illustrator des Symbolismus.

## Leben
Rops war der Sohn von Nicolas Rops, einem auf bedruckte Baumwolle und Kaliko spezialisierten Textilfabrikanten, und dessen aus Ungarn stammender Frau Sophie Maubile. Er wurde zunächst von Privatlehrern erzogen und besuchte dann das Collège Notre-Dame-de-la-Paix, Jesuitenkolleg in Namur, wo er, schon damals ein talentierter Zeichner, Karikaturen seiner Lehrer anfertigte.
Nachdem sein Vater 1849 gestorben war, wurde er unter die Vormundschaft seines Onkels Alphonse gestellt, von dem er sich nicht verstanden und schlecht behandelt fühlte, so dass er noch 1870 bei dessen Tod folgende böse Zeilen schrieb:
Ich hatte gehofft, ihn in eine Zelle stecken zu können aus Dankbarkeit für all seine Sorge in meiner Jugend, aber er zog einen Schlaganfall vor. Wollen wir hoffen, dass ich irgendwie mit dieser Katastrophe zu tun hatte. Es tut mir leid, Tote zu schmähen, aber was hatte ich von meinem Vormund noch alles einstecken müssen.
Im selben Jahr 1849 wurde er vom Jesuitenkolleg verwiesen. Er wechselte darauf an das Königliche Athenäum in Namur, karikierte weiterhin Lehrer und schrieb sich zudem gegen den Willen des neuen Vormunds an der Académie des Beaux-Arts in Namur ein, wo er Kurse in Aktzeichnen belegte. 1853 immatrikulierte er sich an der Universität Brüssel und studierte außerdem im freien Atelier Saint-Luc. Er wurde Mitglied im Club des Crocodiles, einem Studentenklub, und zeichnete für die daraus entstehende Zeitschrift Le Crocodile.
1856 gründete er zusammen mit Charles de Coster die Zeitschrift Uylenspiegel, journal des ébats littéraires et artistiques, die bis 1863 erschien. Rops trug Illustrationen bei, vorwiegend genaue und bissige Karikaturen, die er zudem als Sonderdrucke verkaufte und dadurch Bekanntheit erlangte. Er musste jedoch schon 1857 seine Mitarbeit stark einschränken und beendete diese 1860, so dass die Zeitschrift langsam einging. Am 28. Juni 1857 hatte er Charlotte Polet de Faveaux geheiratet, die Tochter des Gerichtspräsidenten von Namur, mit der er schon seit einigen Jahren befreundet war, und war am 17. November Vater eines Sohnes (Paul) geworden. Eine 1859 geborene Tochter starb mit sechs Monaten an Meningitis.
Rops und seine Familie lebten abwechselnd in Namur und auf Schloss Thozée bei Mettet, das einem Onkel seiner Frau gehörte, von dem sie es nach dessen Tod erbte. Diese geliebte Sommerfrische der Familie wurde von zahlreichen Künstlerfreunden Rops’ besucht, unter anderen von Charles Baudelaire, Louis Dubois, Alfred Delvau, Albert Glatigny, Louis Artan (1837–1890) und Edmond Lambrichs (1830–1887).
1868 war er an der Gründung der „Société des Beaux Arts“ beteiligt, einer Künstlervereinigung, die für den belgischen Realismus von großer Bedeutung sein sollte, aber auf die Dauer empfand Rops die belgische Umgebung als beengend. Wie viele andere, so zog es auch ihn nach Paris:
Ich glaube, ich sollte in jedem Fall drei Monate im Jahr in Paris verbringen … Diese drei Monate halte ich für nötig, um dort die Zeichnungen der Meister zu studieren …, besonders aber, um in Reichweite der Verleger zu sein, um zu wissen, welche Bücher in Vorbereitung sind, welche Zeichnungen man braucht und für welche Publikationen man Aufträge bekommen kann.

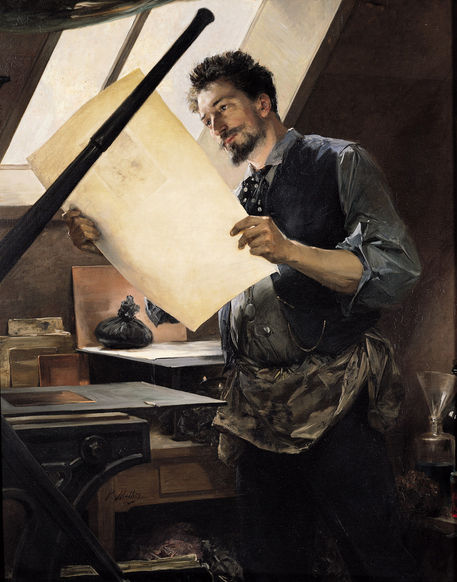
Paul Mathey, Félicien Rops in seinem Atelier (ca. 1888), Schloss Versailles.

In der Folge pendelte Rops zwischen Paris, Brüssel, Namur und Schloss Thozée. In Paris entdeckte er für sich die Ätztechnik, die er in den folgenden Jahren für sich verfeinerte und stetig weiterentwickelte. In seinen letzten Jahren entwickelte er zusammen mit seinem Freund Armand Rassenfosse eine spezielle Form der Weichgrundätzung, die er Ropsenfosse nannte. Sein Versuch, die neuen graphischen Techniken in Belgien zu verbreiten, unter anderem durch Gründung einer Société International des Aquafortistes in Brüssel, blieb aber letzten Endes erfolglos.
Umso erfolgreicher verlief aber Rops’ Karriere als Illustrator. Zunächst lieferte er Illustrationen für Werke seines Freundes de Coster: Schon 1858 illustrierte er die Legéndes flamandes, 1861 folgten Les contes brabançons und 1867 Costers Hauptwerk La Légende de Uylenspiegel. Durch Vermittlung von Alfred Delvau lernte Rops den Verleger Auguste Poulet-Malassis kennen, für den er zwischen 1864 und 1871 34 Werke illustrierte, darunter Gedichte von Baudelaire, dessen Freund er wurde.
Rops wurde zu einem der am besten bezahlten Illustratoren in Paris und fand sich im Kreis einer Gruppe von Autoren wie Jules Barbey d’Aurevilly, Stéphane Mallarmé, Paul Verlaine und Joséphin Péladan, deren Werke der Entwicklung seiner Ausprägung eines „erotischen Fin de Siècle-Satanismus“ entsprachen, wobei sich Text und Bild gegenseitig befruchteten, indem teilweise Autoren Texte zu Arbeiten von Rops verfassten (so Péladan und Octave Uzanne).
1869 begegnete Rops den Schwestern Léontine und Aurélie Duluc, zwei jungen Modeschöpferinnen, in die er sich heftig verliebte. Ab 1874 lebte er mit den beiden zusammen in Paris. Léontine schenkte ihm eine Tochter, Claire, die 1895 Frau des belgischen Schriftstellers Eugène Demolder wurde, und Aurélie einen Sohn, der jedoch bald nach der Geburt starb. Eine von ihm angestrebte Scheidung wurde von seiner Frau abgelehnt. Rops genoss in diesen Jahren das Pariser Leben in vollen Zügen, war regelmäßiger Gast der Cafés und nahm am kulturellen Leben der französischen Hauptstadt intensiv teil.
Zwischendurch unternahm er Reisen, erholte sich beim Wassersport auf der romantischen Maas und an der Nordsee, reiste nach Skandinavien, nach Ungarn (1879) und nach Spanien (1880) sowie mit den Schwestern Duluc zweimal in die Vereinigten Staaten (1885 und 1887) und nach Nordafrika (1888).
1888 wurde er mit dem Orden der französischen Ehrenlegion geehrt. Dennoch wurden drei Tage danach einige seiner Bücher wegen „Verletzung der Moral“ beschlagnahmt. In dieser Zeit bemühte sich Eugène Rodrigues auch, durch Herausgabe mehrerer Werkkataloge (die unter dem Pseudonym Erastène Ramiro erschienen) Ordnung und Überblick in das mittlerweile sehr umfangreiche Œuvre von Rops zu bringen.
In seinen letzten Jahren suchte er zunehmend Ruhe. Er hatte sich mit 51 Jahren La Demi-Lune, ein Gut bei Corbeil, etwa 30 Kilometer südlich von Paris, gekauft. Dort züchtete er Rosen und arbeitete trotz eines Gehirnschlags 1890 kontinuierlich weiter. 1892 erlitt er bei einem Unfall mit Ätzchemikalien einen schweren Augenschaden, der aber nicht zur Erblindung führte, sondern sich nach einigen Wochen wieder besserte. Bis zu seinem Tod wurde Rops von seinen beiden Geliebten Léontine und Aurélie umsorgt. Am 28. August 1898 starb er im Beisein der Geliebten und seiner Tochter Claire.
In seiner Heimatstadt Namur ist Félicien Rops ein Museum gewidmet, die dortige Jugendherberge ist in seiner Villa untergebracht.
Die Website belgischer Obödienzen benennt ihn als bekannten Freimaurer.